# Tresenta
El Tresenta és una muntanya de 3.609 metres del Massís del Gran Paradiso als Alps de Graies, que es troba entre les regions de la Vall d'Aosta i del Piemont (Itàlia).

## SOUISA
Segons la definició de la SOIUSA, el cim té la següent classificació:
- Gran part: Alps occidentals
- Gran sector: Alps del nord-oest
- Secció: Alps de Graies
- Subsecció: Alps del Gran Paradiso
- Supergrup: Massís del Gran Paradiso
- Grup: Grup Ciarforon-Punta Fourrà
- Subgrup: Node del Ciarforon
- Codi: I/B-7.IV-A.1.b